# Księstwo Estonii (1561–1721)
Księstwo Estonii (szw. Hertigdömet Estland, est. Eestimaa hertsogkond, także Szwedzka Estonia) – posiadłość szwedzka, pozostająca w rękach szwedzkich od rozbioru Konfederacji Inflanckiej w 1561 roku do roku 1721, gdy została przekazana Carstwu Rosyjskiemu na mocy pokoju w Nystad kończącego III wojnę północną.

## Zwierzchnicy kolonii

### Gubernatorzy (1561–1674)
- Lars Ivarsson Fleming
- Klaus Christiern Horn
- Henrik Klasson Horn
- Svante Stensson Sture
- Hermann Pedersson Fleming
- Henrik Klasson Horn
- Gabriel Kristiernsson Oxenstierna
- Hans Björnsson
- Claes Åkeson Tott
- Pontus De la Gardie
- Karl Henriksson Horn
- Nilsson Hans Eriksson
- Göran Boije af Gennäs
- Svante Eriksson Stålarm
- Göran Boije af Gennäs
- Pontus De la Gardie
- Gustaf Gabrielsson Oxenstierna
- Hans Wachtmeister
- Gustaf Axelsson Banér
- Erik Gabrielsson Oxenstierna
- Göran Boije af Gennäs
- Karl Henriksson Horn
- Moritz Stensson Leijonhufvud
- Nils Turesson Bielke
- Axel Nilsson Ryning
- Gabriel Bengtsson Oxenstierna
- Anders Eriksson Hästehufvud
- Jakob De la Gardie
- Per Gustafsson Banér
- Johan De la Gardie
- Philipp Scheiding
- Gustaf Gabrielsson Oxenstierna
- Erik Axelsson Oxenstierna
- Wilhelm Ulrich
- Heinrich von Thurn-Valsassina
- Wilhelm Ulrich
- Bengt Skytte
- Wilhelm Ulrich
- Bengt Klasson Horn
- Wilhelm Ulrich
- Johan Christoph Scheiding

### Gubernatorzy generalni (generalguvernörer) (1674–1728)
- Andreas Lennartson Torstensson
- Robert Johannson Lichton
- Nils Turesson Bielke
- Axel Julius De la Gardie
- Wolmar Anton von Schlippenbach
- Niels Jonsson Stromberg af Clastorp
- Carl Gustaf von Nieroth